# Cedusa bruneri
Cedusa bruneri är en insektsart som beskrevs av Kramer 1983. Cedusa bruneri ingår i släktet Cedusa och familjen Derbidae. Inga underarter finns listade i Catalogue of Life.